# Olympische Sommerspiele 2000/Teilnehmer (Amerikanische Jungferninseln)
| Gelbes Symbol für Goldmedaillen mit stilisierten Olympischen Ringen | Graues Symbol für Silbermedaillen mit stilisierten Olympischen Ringen | Braundes Symbol für Bronzemedaillen mit stilisierten Olympischen Ringen |
| ------------------------------------------------------------------- | --------------------------------------------------------------------- | ----------------------------------------------------------------------- |
| —                                                                   | —                                                                     | —                                                                       |

Die Amerikanischen Jungferninseln nahmen an den Olympischen Sommerspielen 2000 in Sydney mit einer Delegation von neun Sportlern, sechs Männer und drei Frauen, in fünf Sportarten teil.
Es war die achte Teilnahme der Amerikanischen Jungferninseln an Olympischen Sommerspielen.

## Flaggenträger
Die Leichtathletin Ameerah Bello trug die Flagge der Amerikanischen Jungferninseln während der Eröffnungsfeier im Stadium Australia.

## Teilnehmer nach Sportarten

### Leichtathletik
Laufen und Gehen 
| Athleten      | Wettbewerb   | Vorlauf | Vorlauf | Viertelfinale | Viertelfinale | Halbfinale    | Halbfinale    | Finale        | Finale        | Rang |
| Athleten      | Wettbewerb   | Zeit    | Rang    | Zeit          | Rang          | Zeit          | Rang          | Zeit          | Rang          | Rang |
| ------------- | ------------ | ------- | ------- | ------------- | ------------- | ------------- | ------------- | ------------- | ------------- | ---- |
| Herren        |              |         |         |               |               |               |               |               |               |      |
| Mitch Peters  | 110 m Hürden | 14,05 s | 6       | 14,17 s       | 8             | ausgeschieden | ausgeschieden | ausgeschieden | ausgeschieden | -    |
| Damen         |              |         |         |               |               |               |               |               |               |      |
| Ameerah Bello | 100 m        | 11,64 s | 5       | ausgeschieden | ausgeschieden | ausgeschieden | ausgeschieden | ausgeschieden | ausgeschieden | -    |

 Springen und Werfen 
| Athleten       | Wettbewerb | Qualifikation | Qualifikation | Finale        | Finale        | Rang |
| Athleten       | Wettbewerb | Weite/Höhe    | Rang          | Weite/Höhe    | Rang          | Rang |
| -------------- | ---------- | ------------- | ------------- | ------------- | ------------- | ---- |
| Damen          |            |               |               |               |               |      |
| Flora Hyacinth | Weitsprung | 6,08 m        | 32            | ausgeschieden | ausgeschieden | 32   |

### Schießen
| Herren         |                                 |     |    |
| Bruce Meredith | Kleinkalibergewehr liegend 50 m | 584 | 46 |
| Chris Rice     | Luftpistole 10 m                | 560 | 39 |
| Chris Rice     | Freie Pistole 50 m              | 548 | 46 |

### Schwimmen
| Athleten       | Wettbewerb     | Vorlauf   | Vorlauf | Halbfinale    | Halbfinale    | Finale        | Finale        | Rang |
| Athleten       | Wettbewerb     | Zeit      | Rang    | Zeit          | Rang          | Zeit          | Rang          | Rang |
| -------------- | -------------- | --------- | ------- | ------------- | ------------- | ------------- | ------------- | ---- |
| Herren         |                |           |         |               |               |               |               |      |
| George Gleason | 100 m Freistil | 52,00 s   | 3       | ausgeschieden | ausgeschieden | ausgeschieden | ausgeschieden | 42   |
| George Gleason | 200 m Freistil | 1:54,64 m | 3       | ausgeschieden | ausgeschieden | ausgeschieden | ausgeschieden | 39   |
| George Gleason | 200 m Lagen    | 2:08,25 m | 2       | ausgeschieden | ausgeschieden | ausgeschieden | ausgeschieden | 42   |

### Segeln
| Herren       |             |       |    |
| Ben Beer     | Finn-Dinghy | 185,0 | 24 |
| Paul Stoeken | Windsurfen  | 236,0 | 32 |

## Weblink
- Olympiamannschaft der Amerikanischen Jungferninseln 2000 in der Datenbank von Sports-Reference (englisch; archiviert vom Original)